# あかまき
あかまき（赤巻、あか巻）とは、スポンジ生地に餡を塗って巻き、その上から赤く着色した求肥餅で更に巻いた、熊本県天草地方および鹿児島県出水郡長島町の郷土菓子である。
魚肉の練り物の「赤巻」については鳴門巻き及び蒲鉾を参照。

## 特徴
全体にロールケーキや、松山市の郷土菓子タルトに似ているが、スポンジ生地を用いることと、求肥で巻いているのが特徴。

## あかまきの歴史
牛深では神に供える赤米という米を栽培し、これで「餅」を作っていた。その後、タルトをヒントにスポンジに餡を重ね赤餅で巻き「あかまき」が完成し、この「あかまき」を漁師達は、縁起の善い物として好んで食べて来た。1990年代までは、牛深で数軒のお店でしか作っていなかったが、現在では土産物としての地位を確保しつつある事から、かなりの数のお店で作られるようになっており、店によって味や色に違いが出る場合もある。